# H·约翰·F·凯恩斯
H·约翰·F·凯恩斯（英語：Hugh John Forster Cairns，1922年11月21日—2018年11月12日）是一位英国医生和生物化学家，专攻分子遗传学、癌症研究和公共卫生领域，知名于发现了DNA的Θ结构，1974年当选皇家学会院士，1978年进行列文虎克讲座，1981年获麦克阿瑟奖。